# Nathan Augustus Cobb
Nathan Augustus Cobb (30 de junio de 1859 - 4 de junio de 1932) fue un nematólogo, micólogo y agrónomo estadounidense. Fue partícipe de la fundación de la taxonomía de Nematoda, y describiendo más de 1000 especies de nemátodos. Contribuyó con el USDA Lab de Nematología, originalmente establecido con él como director, en 1917.
En 1881 se gradúa con una tesis sobre Cristalografía matemática.
Trabajó entre EE. UU. y Alemania, de 1859 a 1889; estudiando en 1887 Microbiología con Häckel y con Hertwig, en Jena, Alemania. En 1888 será PhD con una tesis sobre nemátodos marinos. Luego se traslada a Australia de 1889 a 1905; para retornar a EE. UU. y hasta su deceso en 1932.

## Algunas publicaciones

### Libros
- 1890. "A Nematode formula." Sydney : C. Potter

- 1893.  Host and habitat index of the Australian Fungi. Ed. C.Potter, govt. printer. Sydney. 44 pp.

- 1893. "Nematodes, mostly Australian and Fijian." Sydney : F. Cunninghame & Co.

- 1897.  Letters on the diseases of plants. Ed. W.A. Gullick, Govt. Printer. Sydney. 54 pp.

- 1897. "The sheep-fluke." Sydney : W. A. Gullick, gov't. Printer

- 1903.  Seed wheat: an investigation and discussion of the relative value as seed of large plump and small shrivelled grains. Ed. W.A. Gullick, govt. printer. Sydney. 60 pp.

- 1914. Contributions to a science of nematology. Ed. Williams & Wilkins Co. Baltimore. 490 pp.

- 1914. Antarctic marine free-living nematodes of the Shackleton Expedition. Ed. Williams & Wilkins (Baltimore. 33 pp.

- La abreviatura «Cobb» se emplea para indicar a Nathan Augustus Cobb como autoridad en la descripción y clasificación científica de los vegetales.[1]

## Abreviatura (zoología)
La abreviatura Cobb  se emplea para indicar a Nathan Augustus Cobb como autoridad en la descripción y taxonomía en zoología.

## Fuente
- Buhrer, EM. 1969. Nathan Augustus Cobb (1859-1932), a Tribute. J Nematol. enero de 1969 1 (1): 2–3en línea pdf